# Ixerba
Ixerbaceae é uma família de plantas angiospérmicas (plantas com flor - divisão Magnoliophyta), pertencente à ordem Crossosomatales. O grupo inclui apenas uma espécie - Ixerba brexioides, uma árvore endémica da Nova Zelândia.